# Hey Boy (Get Your Ass Up)
Hey Boy (Get Your Ass Up) – drugi singel polskiego zespołu Blog 27, wydany w listopadzie 2005 roku. Jest to cover utworu „Hey Boy” szwedzkiej grupy Teddybears wydanego w 2004 roku, który dotarł do miejsca 13. w Szwecji. Piosenka promowała debiutancki album Blog 27 pt. <LOL>. Do utworu powstał teledysk w reżyserii Anny Maliszewskiej, wydany w połowie listopada 2005. Singel cieszył się popularnością w Polsce, wchodząc na radiowe i internetowe listy przebojów. W 2006 roku singel został wydany również w kilku europejskich państwach, gdzie był notowany na listach sprzedaży. Charles Eddy, starszy redaktor popularnego amerykańskiego magazynu muzycznego Billboard, zamieścił utwór na swojej liście 10 najlepszych singli 2006 roku.

## Formaty i listy ścieżek
- Singel CD[10]

1. „Hey Boy (Get Your Ass Up)” (Short Edit) – 3:23
2. „Hey Boy (Get Your Ass Up)” (Extended Version) – 4:02
3. „Hey Boy (Get Your Ass Up)” (Karaoke Version) – 3:23

„Hey Boy (Get Your Ass Up)” (Video)
- Digital download[11]

1. „Hey Boy (Get Your Ass Up!)” (Radio Edit) – 3:23
2. „Hey Boy (Get Your Ass Up!)” (Extended Mix) – 4:02
3. „Hey Boy (Get Your Ass Up!)” (Instrumental Version) – 3:23

## Notowania
| Kraj i lista (2006)         | Pozycja |
| --------------------------- | ------- |
| Austria (Ö3 Austria Top 40) | 24      |
| Czechy (Rádio – Top 100)    | 37      |
| Niemcy (GfK Entertainment)  | 26      |
| Szwajcaria                  | 96      |